# Saxicola maurus
La tarabilla asiática o tarabilla siberiana (Saxicola torquatus maurus) es un miembro de la familia de los papamoscas del Viejo Mundo, es decir Muscicapidae (pero antes las tarabillas eran incluidas en Turdidae). Este es aún un taxón controvertido ya que se ha propuesto considerarla como especie independiente Saxicola maurus , como resultado de estudios de  secuenciación de ADN, pero ha recibido aceptación diversa.
En el pasado se la consideraba a esta y a otras formas más como miembros de la misma especie denominada 'tarabilla común' (Saxicola torquatus sensu lato, es decir en el sentido amplio anterior), pero toda la evidencia disponible (vea Saxicola torquatus) apoya el estatus de especies separadas para estas tarabillas y la asiática toma como específico el nombre subespecífico que tenía originalmente diferenciándose de las tarabillas africana, europea, canaria y de Reunión ). Junto con la especie europea, constituyen los representantes de un linaje euroasiático, y se separaron entre sí durante el Plioceno tardío o el Pleistoceno temprano aproximadamente hace 1,5-2,5 millones de años.

## Distribución y hábitat
La tarabilla asiática es migratoria e insectívora. Se reproduce en matorrales ásperos abiertos y en pastizales ásperos con arbustos dispersos. El área de distribución reproductiva cubre la mayor parte del Asia templada, desde alrededor de 71°N de  latitud en Siberia, hasta el sur en los Himalaya y suroeste de China, y  al oeste hasta Turquía oriental y el área del mar Caspio. También se reproduce en el extremo nordeste de Europa, principalmente en Rusia, pero  ocasionalmente tan al occidente como en Finlandia. El área de distribución invernal es desde el sur de Japón llegando al sur hasta Tailandia y la India, y llegando al oeste hasta el nororiente de África. En la migración, pequeños números llegan hacia el oeste a alcanzar Europa occidental, y excepcionalmente hacia el este llegan a Alaska en Norteamérica.

## Descripción
La tarabilla asiática se parece a la estrechamente emparentada tarabilla europea, pero es típicamente más pálida, con la rabadilla blanca y las partes inferiores más blancas con menos anaranjado en el pecho, y con plumas primarias de las alas distinguiblemente más largas. En esta última característica se parece mucho más a la tarabilla norteña lo que se debe a que ambas están adaptadas a la migración a largas distancias. El macho en el verano tiene negras las partes dorsales, sin los tonos castaños de la tarabilla europea, tiene un collar blanco conspicuo, parches escapulares blancos y rabadilla blanca, el anaranjado en la garganta disminuido y la cabeza negra. La hembra tiene las partes dorsales y la cabeza de color castaño pálido, los parches del cuello blancos (no forman un collar enterizo) y la rabadilla de un amarillo rosáceo pálido sin manchas rayadas. 

## Vocalización
El macho tiene un llamado chasqueante como de piedras que se golpean entre sí. El canto es alto y gorjeante como el del acentor común (Prunella modularis).

## Subespecies
Existen cinco o seis subespecies, con S. m. maurus (descrita arriba) y la muy similar S. m. stejnegeri (dudosamente distinta de S. m. maurus) presentes en todo el norte y centro de Asia y las razas sureñas más diferenciadas S. m. variegatus (de oeste del mar Caspio), S. m. armenicus (del este de Turquía hasta Irán), S. m. indicus (del Himalaya) y S. m. przewalskii (del sudoeste de China) que se distinguen por áreas blancas más grandes en el plumaje.

## Galería de imágenes

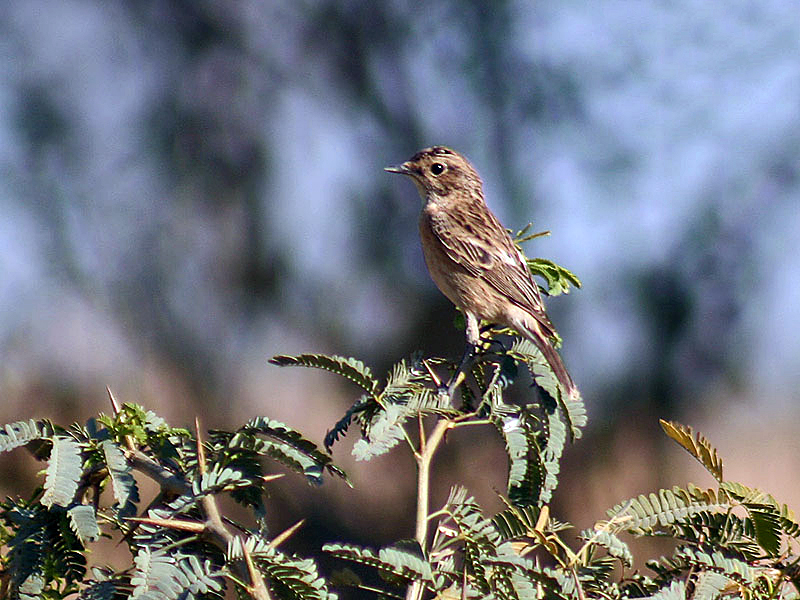
Hembra en Hodal, Faridabad Distrito de Haryana, India.
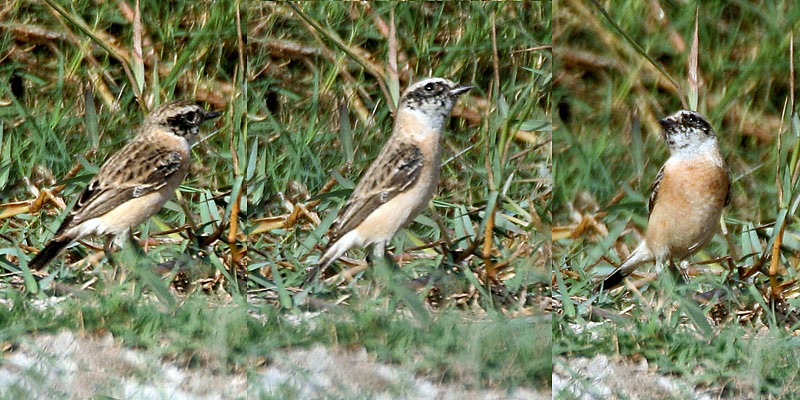
Macho en Hodal, India.
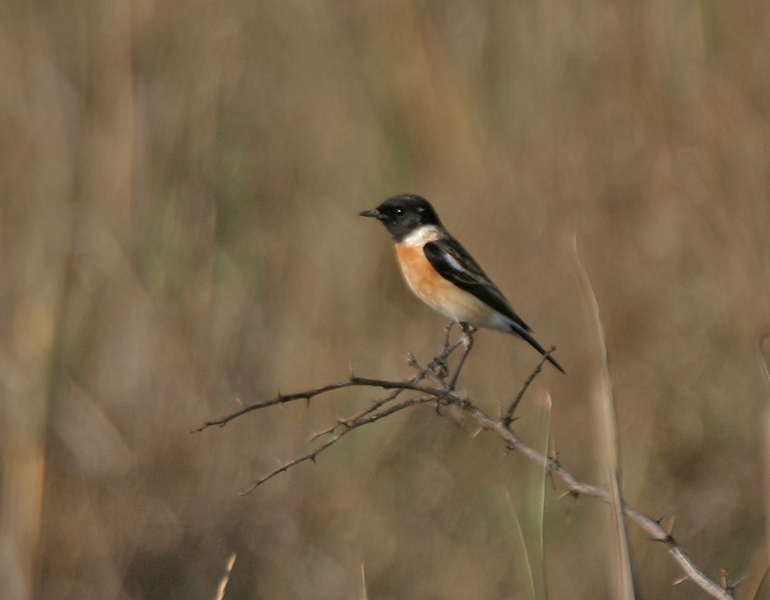
Macho en el Parque Nacional Keoladeo, Bharatpur, Rajastán, India.
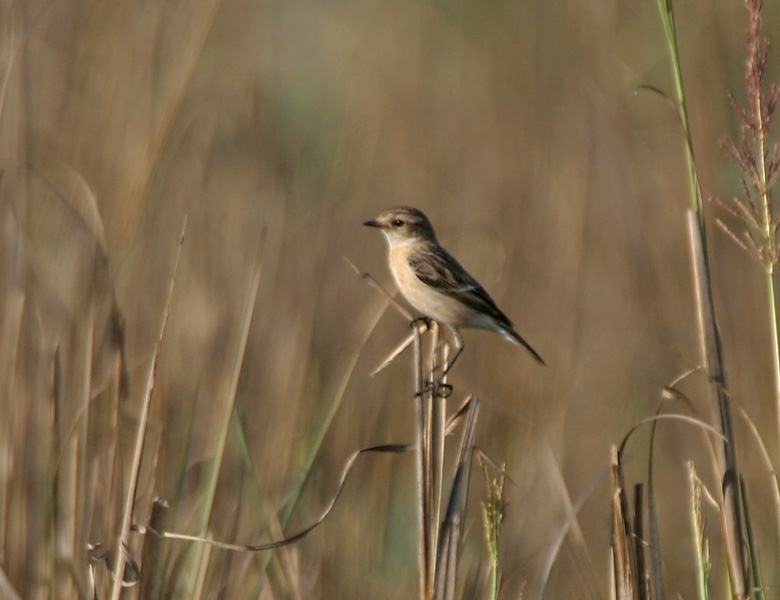
Hembra en el Parque Nacional Keoladeo, India.
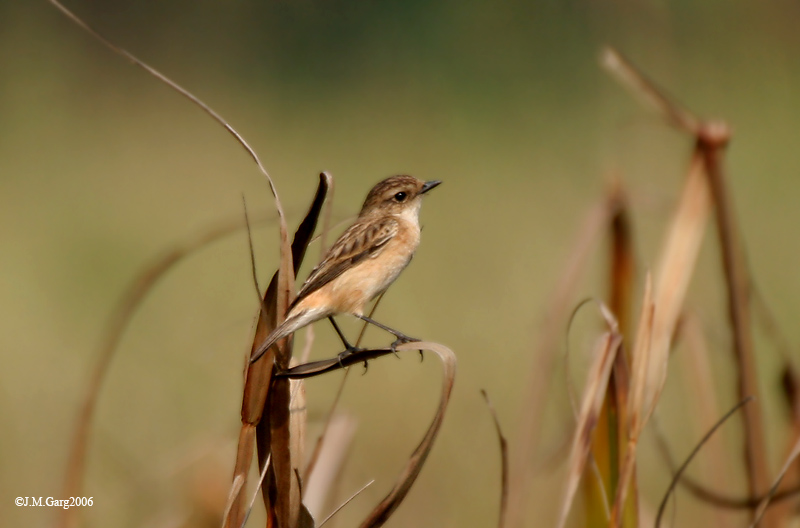
Hembra en Calcuta, Bengala Occidental, India.
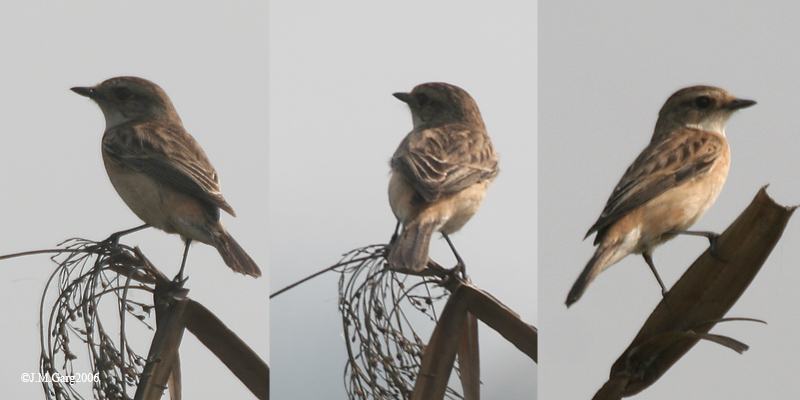
Hembra en Calcuta, India.